# Dipartimento di Moungo
Il dipartimento di Moungo è un dipartimento del Camerun nella regione del Litorale.

## Comuni
Il dipartimento è suddiviso in 11 comuni:
- Abo
- Baré-Bakem
- Dibombari
- Loum
- Manjo
- Mbanga
- Melong
- Mombo
- Nkongsamba
- Nlonako
- Njombé-Penja